# Pateley Bridge
Pateley Bridge är en stad i North Yorkshire i England. Staden ligger 45,6 km från York. Orten har 2 718 invånare (2011).